# Grande École (filme)
Grande École é um filme francês de Robert Salis, estreado em 2004. O argumento baseia-se na peça de teatro de Jean-Marie Besset.

## Enredo
Paul é um jovem da classe alta que está prestes a iniciar os estudos numa grande école - um estabelecimento de ensino superior público francês que utiliza um sistema de admissão baseado num processo altamente competitivo e cujos estudantes que finalizam o curso obtêm, muitas vezes, um emprego de prestígio. Paul escolhe viver no campus universitário com outros dois colegas ao invés de viver com Agnès, a sua namorada, alegando a duração da viagem da casa desta à grande école.
O resultado desta escolha é que Paul, devido aos estudos, fica com pouco tempo para estar com a namorada. No entanto, Agnès apercebe-se de falhas no relacionamento de ambos no momento em que suspeita da atração do seu namorado por um dos seus colegas de quarto, o carismático Louis-Arnault. Paul nega qualquer atração homossexual, mas Agnès decide fazer uma acordo com ele: o primeiro deles os dois a ir para a cama com Louis-Arnault ganha. Se ela ganhar, Paul deve parar de explorar a sua sexualidade e ir viver com ela, já se for ele a ganhar Angès deixa-o livre.
Antes da aposta, Paul conhece Mécir, um jovem trabalhador árabe, que se torna obcecado por ele. Com Mécir, Paul embarca numa viagem de descoberta que mudará muitos dos seus conceitos sobre classes sociais, diferenças culturais e sexualidade.

## Elenco
- Gregori Baquet...  Paul
- Alice Taglioni...  Agnès
- Jocelyn Quivrin...  Louis-Arnault
- Élodie Navarre...  Émeline
- Arthur Jugnot...  Bernard Chouquet
- Salim Kechiouche...  Mécir
- Eva Darlan...  a mãe de Chouquet
- Jamal Hadir... o irmão de Mécir
- Arnaud Binard...  o treinador de polo aquático
- Jean-Michel Cannone...  o pai de Paul
- Hanifa Mizi-Alloua...  a mãe de Mécir
- Eva Saint-Paul... a mãe de Louis-Arnault
- Jean-Loup Wolff... o pai de Louis-Arnault